# 木村功
木村 功（きむら いさお、1923年〈大正12年〉6月22日 - 1981年〈昭和56年〉7月4日）は、日本の俳優。広島県広島市出身。

## 来歴
広島市千田町（現・中区千田町）生まれ。広島二中（現・広島県立広島観音高等学校）卒業後に上京し1941年、文化学院文学部に入学する。在学中より演劇運動に没頭し、様々な学生演劇に出演した。1943年、文化学院演劇部『華々しき一族』で邦枝梢と共演して見初める。入隊前に梢との結婚を申し込むが、この時は父で作家の邦枝完二の許しは得られなかった。また、東宝撮影所でアルバイトをしていた友人を訪ねたとき、山本嘉次郎監督にスカウトされ、『ハワイ・マレー沖海戦』に出演した。1943年、文化学院閉鎖に伴い1年繰上げで卒業後、召集され、1944年から1年間海軍生活を送る。1945年、終戦による復員で広島へ帰郷したが、家族は8月6日の原爆で被爆し、市内中心部の勤務先にいた父親は即死、自宅にいた母親も戦後間もなく死に、天涯孤独となった。
1946年、失意のうちに再び上京俳優座に入団。1948年4月1日、邦枝梢と結婚し同年暮れより藤沢市鵠沼の梢の実家に同居する。ロベルト・ロッセリーニの『戦火のかなた』など、戦後のイタリア映画が展開したネオ・リアリズムに傾倒した。1949年、痩せこけた俳優を探していた黒澤明監督の目に留まり『野良犬』に出演する。三船敏郎が演じる刑事に追われる惨めな復員兵の犯人役で、戦争の深い傷跡を表現し大きな注目を集めた。以後も『生きる』、『七人の侍』、『天国と地獄』など黒澤明中期作品の常連でもあった。

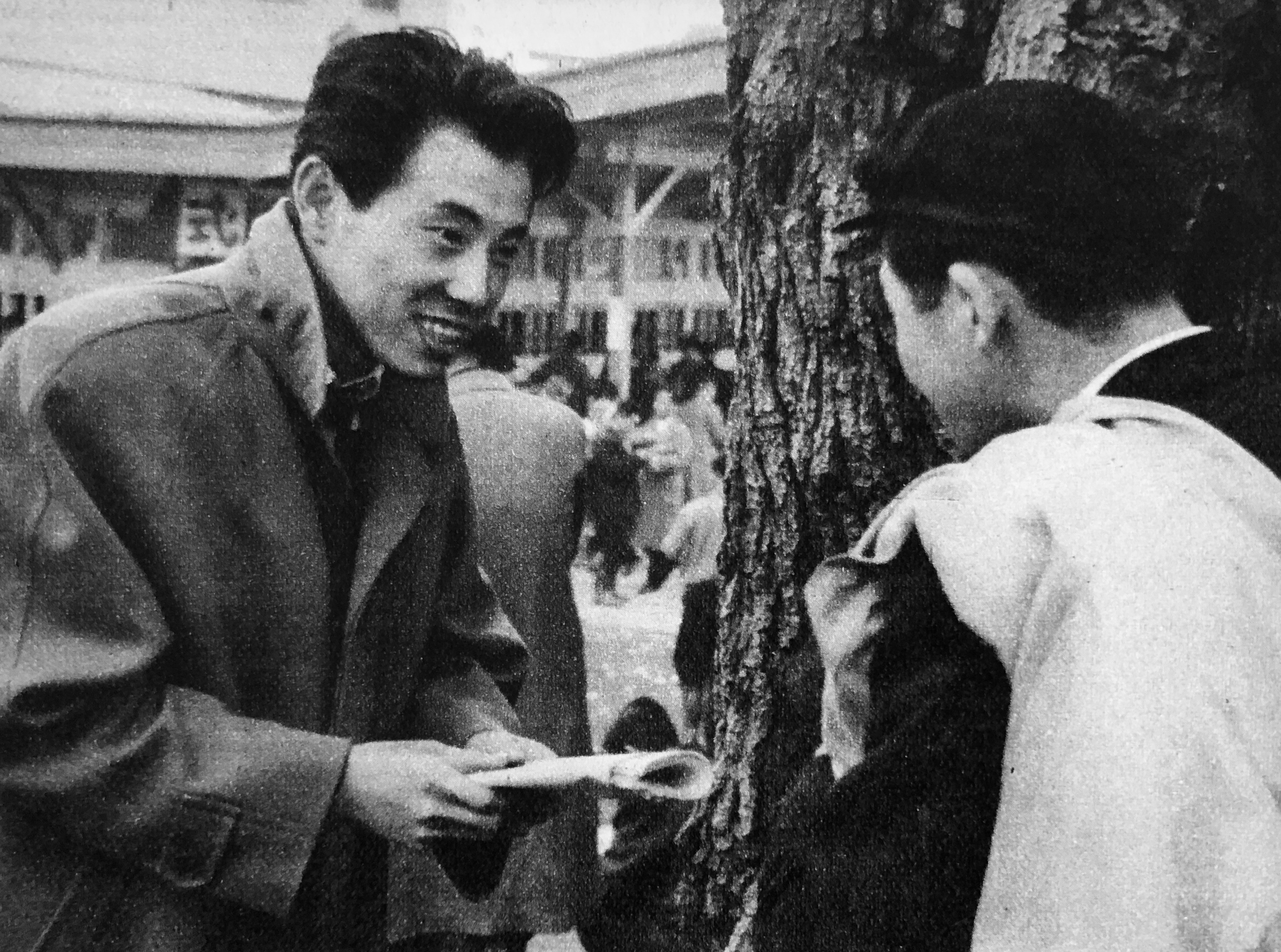
1955年

1950年、保守的に傾き始めた幹部たちと対立して俳優座を退団した。木村が、西村晃、岡田英次、山内明の3人に呼びかけて、「青年俳優クラブ（劇団青俳）」を結成。岡田、金子信雄、高原駿雄らが参加した。劇団青俳では翻訳劇・創作劇を意欲的に上演、また映画『億万長者』などの製作も行い、劇団の中心的存在として活躍する。一方、『人間魚雷回天』、『米』、『宮本武蔵』、『関の弥太っぺ』、『暗殺』、『雪国』など大作・話題作映画に出演。また戦後左翼運動の台頭などで活発化した独立プロ運動に共鳴し『山びこ学校』、『真空地帯』、『雲ながるる果てに』、『足摺岬』、『樹氷のよろめき』など独立プロ製作の作品にも多数出演し名声を確立した。年齢不詳の若さがあり、スマートでダンディ、またニヒルなかげりがあって女性ファンも多かった。
1954年10月、鵠沼を離れ東京都渋谷区西原へ転居した。
1970年以降はテレビのホームドラマに多数出演した。
1981年7月4日、食道癌のため58歳で死去した。墓所は多磨霊園。
『七人の侍』では最年少の出演者で、1975年に最初に亡くなった加東大介と同じ癌で病没した。
「劇団青俳」は個性的な俳優陣を多数輩出したが、二本柱だった岡田と木村の意見に次第にズレができた。岡田がやや前衛的思考だったのに対し、木村は正統派の新劇を守っていこうという立場だった。個性派俳優で著名だった梅津栄の師匠でもあった。
1968年「劇団青俳」は、劇団内部の戯曲選出の意見の対立から分裂し、岡田は清水邦夫、蟹江敬三、蜷川幸雄らの「現代人劇場」に参加。1970年には社長だった本田延三郎も離れ、テレビ・映画で活躍する著名俳優が次々と移籍、独立し、看板俳優は木村と織本順吉だけとなった。また、劇団社長が劇団以外で儲けようと音楽出版に手を出すなどの乱脈経営で1979年に多額の負債を抱え倒産した。木村自身も1億7千万円の借金を背負った。青俳結成当時のメンバーだった倉橋健も「木村君は滝沢修さんのように日本の演劇を変えたわけではないんです。しかし、従来の事大主義だったイデオロギーを超えて新劇の幅を広くしました。その後、彼の演劇観は変わらなかったんです。それに対して若い蜷川幸雄などはついていけず脱退しました。結果、取り残されたのが彼の悲劇といえます。彼は演劇より映画でいい仕事をしました。巧い役者で、カンが良く、マジメで努力家だった。素材としては、非常に貴重な役者で、いい監督と脚本に恵まれると、特に力が出ましたね」と追悼した。
妻の木村梢はエッセイストで回想記『功、大好き』（講談社、のち講談社文庫）がベストセラーとなった。また編著に『功、手紙ありがとう』（三笠書房）がある。

## 主な出演

### 映画

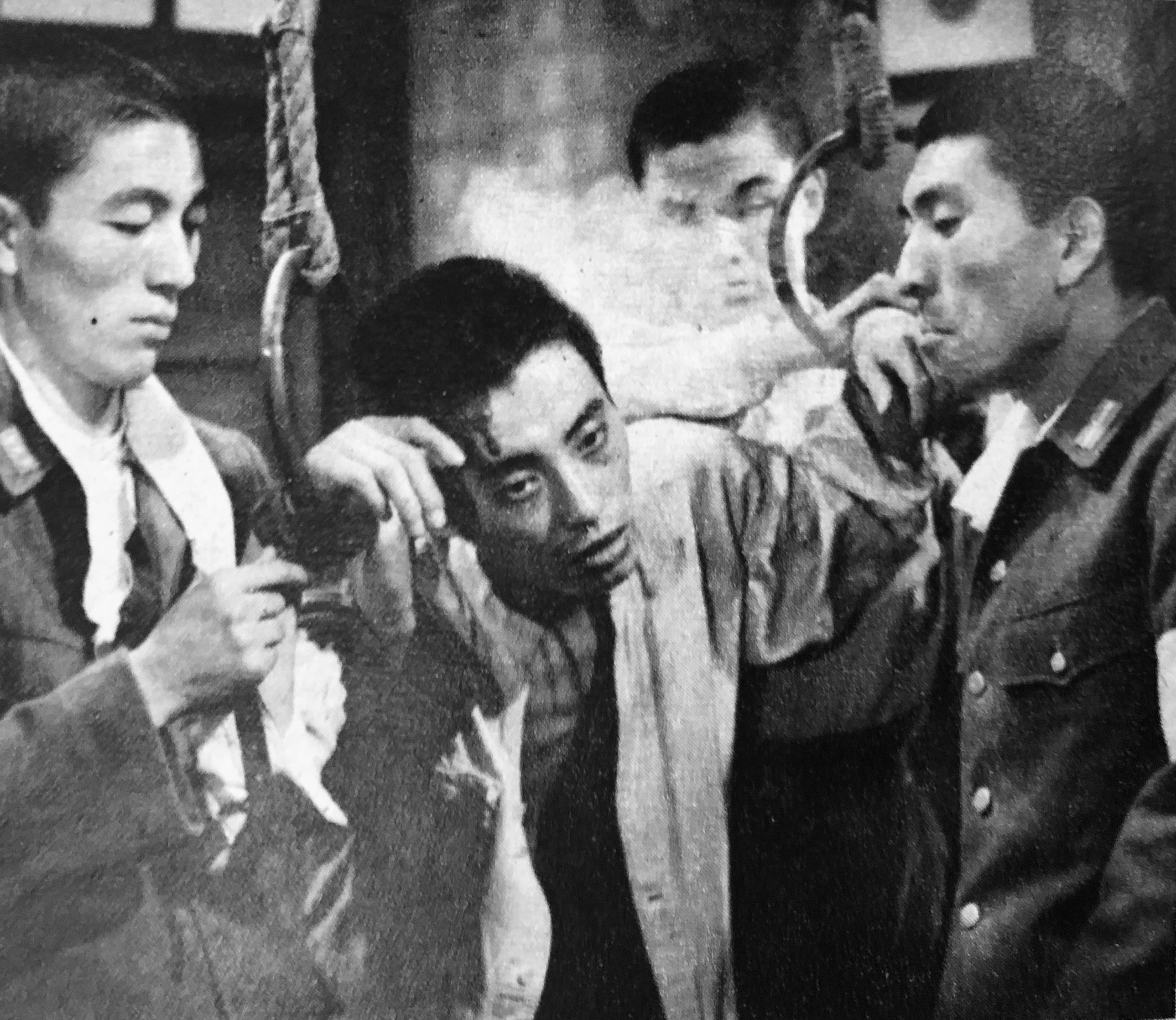
『真空地帯』（1952年）

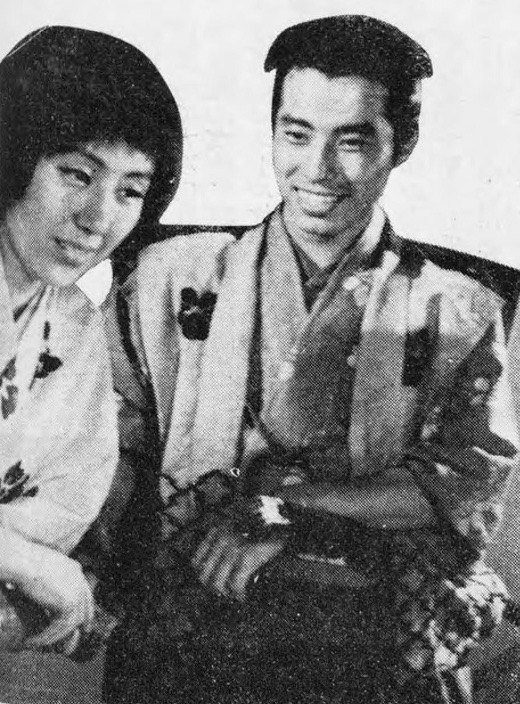
『七人の侍』（1954年）

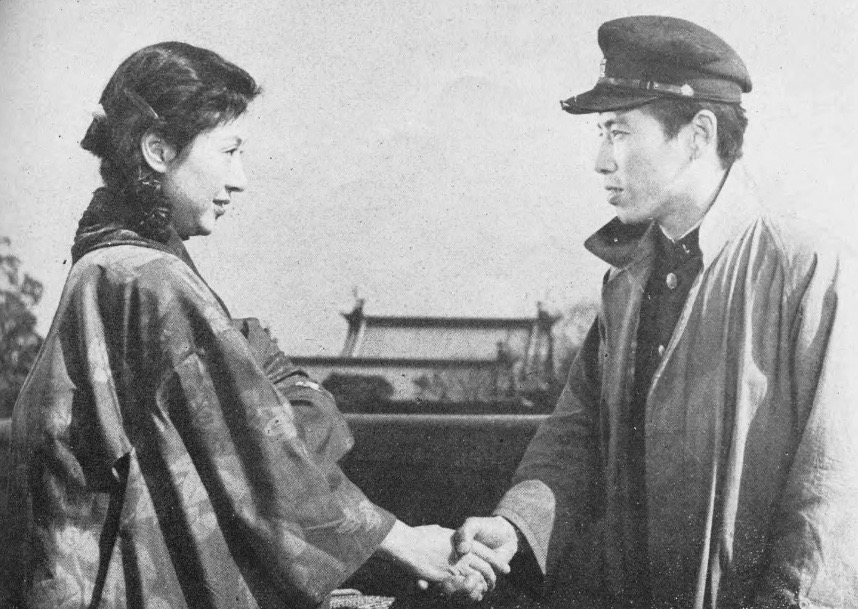
『足摺岬』（1954年）

- 『ハワイ・マレー沖海戦』（1942年） - 倉田三飛曹[10]
- 『女優須磨子の恋』（1947年）
- 『野良犬』（1949年）- 遊佐
- 『怒りの街』（1950年）
- 『悲歌』（1951年）- 若い医者
- 『愛と憎しみの彼方へ』（1951年）- 伊達
- 『どっこい生きてる』（1951年）
- 『泣きぬれた人形』（1951年）
- 『舞姫』（1951年）
- 『わが一高時代の犯罪』（1951年）
- 『恋文裁判』（1951年）
- 『赤道祭』（1951年）
- 『山びこ学校』（1952年）
- 『暴力』（1952年）
- 『泣虫記者』（1952年）
- 『生きる』（1952年）- 助手
- 『真空地帯』（1952年）
- 『女ひとり大地を行く』（1953年）
- 『プーサン』（1953年）
- 『雲ながるる果てに』（1953年）
- 『日の果て』（1954年）
- 『七人の侍』（1954年）- 勝四郎
- 『足摺岬』（1954年）
- 『学生心中』（1954年）
- 『愛と死の谷間』（1954年）
- 『愛』（1954年）
- 『億万長者』（1954年）- 舘香六
- 『人間魚雷回天』（1955年）
- 『おふくろ』（1955年）
- 『暴力街』（1955年）
- 『美わしき歳月』（1955年）
- 『由起子』（1955年）
- 『彼奴を逃すな』（1956年）
- 『母子像』（1956年）
- 『奥様は大学生』（1956年）
- 『雪崩』（1956年）
- 『蜘蛛巣城』（1957年）
- 『警視庁物語 白昼魔』（1957年）
- 『米』（1957年）- 仙吉
- 『美貌の都』（1957年）
- 『殺人者を逃すな』（1957年）
- 『純愛物語』（1957年）
- 『悪徳』（1958年/監督：佐分利信）- 岩瀬七郎
- 『杏っ子』（1958年）
- 『季節風の彼方に』（1958年、共演：高倉健）
- 『鰯雲』（1958年）
- 『女と海賊』（1959年）
- 『母子草』（1959年）
- 『伊達騒動 風雲六十二万石』（1959年）
- 『埠頭の縄張り』（1959年）
- 『警視庁物語 遺留品なし』（1959年）
- 『べらんめえ探偵娘』（1959年）
- 『白い崖』（1960年）
- 『第三の疑惑』（1960年）
- 『悪魔の札束』（1960年）
- 『妖刀物語 花の吉原百人斬り』（1960年）
- 『弾丸大将』（1960年）
- 『生き抜いた16年 最後の日本兵』（1960年）
- 『あれが港の灯だ』（1961年）
- 『拳銃野郎に御用心』（1961年）
- 宮本武蔵（東映） - 本田位又八
  - 『宮本武蔵』（1961年）
  - 『宮本武蔵 般若坂の決斗』（1962年）
  - 『宮本武蔵 二刀流開眼』（1963年）
  - 『宮本武蔵 一乗寺の決斗』（1964年）
  - 『宮本武蔵 巌流島の決斗』（1965年）
- 『橋蔵の若様やくざ』（1961年）
- 『金も命もいらないぜ』（1961年）
- 『若い明日を突っ走れ』（1961年）
- 『ひばり民謡の旅 べらんめえ芸者佐渡へ行く』（1961年）
- 『にっぽんのお婆ぁちゃん』（1962年）
- 『雁の寺』（1962年、大映）- 宇田竺道
- 『天下の御意見番』（1962年、東映）- 加賀爪甚十郎
- 『私たちの結婚』（1962年、松竹）- 松本豊
- 『松本清張のスリラー 考える葉』（1962年、東映 原作：松本清張。共演：鶴田浩二）- 板倉彰英
- 『山麓』（1962年、東映）- 大津昌司
- 『天国と地獄』（1963年、東宝）-荒井刑事
- 『武士道残酷物語』（1963年、東映）- 井口広太郎
- 『新選組血風録 近藤勇』（1963年、東映）- 篠原泰之進
- 『右門捕物帖 蛇の目傘の女』（1963年、東映）- 友吉
- 『関の弥太っぺ』（1963年、東映）- 箱田の森介
- 『暗殺』（1964年、松竹）- 佐々木只三郎
- 『われ一粒の麦なれど』（1964年）
- 『沙羅の門』（1964年、東宝）- 剣山仙吉
- 『夜の片鱗』（1964年、松竹）- ヤクザ・斎藤
- 『幕末残酷物語』（1964年、東映）- 河品隆介
- 『雪国』（1965年、松竹 原作：川端康成。共演：岩下志麻、加賀まりこ）- 島村
- 『悪党』（1965年、東宝）- 塩冶判官
- 『丹下左膳 飛燕居合斬り』（1966年、東映）- 柳生源三郎
- 『熱い血の男』（1966年、松竹）- 相良義一郎
- 『喜劇 仰げば尊し』（1966年、東宝）- 黒川辰男
- 『情炎』（1967年、松竹）- 能登光晴
- 『錆びたペンダント』（1967年、日活）- 加賀
- 『旅路』（1967年、東映）- 伊藤栄吉
- 『炎と女』（1967年、松竹）- 伊吹真五
- 『樹氷のよろめき』（1968年、松竹）- 今井和夫
- 『密告』（1968年、東映）- 井沢五郎
- 『黒蜥蜴』（1968年、松竹 原作：三島由紀夫。共演：丸山明宏（美輪明宏））- 明智小五郎
- 『超高層のあけぼの』（1969年、東映）- 佐伯構造設計課長
- 『やくざ非情史 血の盃』（1969年、日活）- 伍藤敬司
- 『盛り場流し唄 新宿の女』（1970年、日活）- 舟木
- 『商魂一代 天下の暴れん坊』（1970年、東宝）- 武市半平太
- 『告白的女優論』（1971年、AGT）- 能勢監督
- 『子連れ狼 地獄へ行くぞ!大五郎』（1974年、東宝）- 土蜘珠兵衛
- 『田園に死す』（1974年、AGT）- 批評家
- 『遺書 白い少女』（1976年、松竹）- 二宮康明
- 『おとうと』（1976年、松竹）- 父
- 『渚の白い家』（1978年、松竹）- 倉橋敏彦

### テレビドラマ
- サンヨーテレビ劇場『風立ちぬ』（1958年、KR）
- 『お気に召すまま』（1962年、NETテレビ）第6話「新婚旅行」
- 『幕末』（TBS、1964年）
- 『新・自由学校』（THK、1965年）
- 東芝日曜劇場
  - 『女と味噌汁3』（TBS、1966年）
  - 『おかしな夫婦』（1978年6月25日、HBC） - 北川次郎
  - 『娘からの花束』（TBS、1981年）※遺作
- 『アイウエオ』（NHK総合、1967年）
- 『ザ・ガードマン』第113話「悪夢の果て」- 叶英介（1967年、TBS / 大映テレビ室）
- 『写楽はどこへ行った』（NHK総合、1968年）
- 『プロファイター』 第1話「素顔の美しい女」（日本テレビ、1969年）
- 『プレイガール』 第7話「女が命を賭ける時」（東京12チャンネル・東映、1969年）
- 『女が階段を上る時』（日本テレビ、1970年）
- 花王 愛の劇場・『女のうず潮』（TBS、1970年）
- 愛の劇場・『智恵子抄』（TBS、1970年）- 高村光太郎
- 『天皇の世紀』（ABC 1971年）
- 鬼平犯科帳 第2シリーズ 第13話「雨乞い庄右衛門」（1971年、NET / 東宝） - 雨乞い庄右衛門
- 『水の炎』（CBC、1971年）
- 木下恵介 人間の歌シリーズ『地の果てまで』（TBS、1972年）
- 大河ドラマ（NHK総合）
  - 『新・平家物語』（1972年） - 源義朝
  - 『元禄太平記』（1975年） - 甲府綱豊（徳川家宣）
- 大岡越前（TBS・C.A.L）
  - 『大岡越前 第3部』 第6話「狐火の五郎蔵」（1972年） - 狐火の五郎蔵
  - 『大岡越前 第4部』 第16話「父と娘」（1975年） - 銀造
  - 『大岡越前 第5部』 第17話「帰って来た木鼠小僧」（1978年） - 木鼠吉五郎
- 『新諸国物語 笛吹童子』（TBS、1972年）
- 『水戸黄門 第4部』 第27話「士魂・福島」（TBS・C.A.L、1973年） - 有村伊兵衛
- 『剣客商売』 第3話「剣の誓い」（CX / 東映、1973年） - 嶋岡礼蔵
- 『追跡』 第5話「天使の裁き」（関西テレビ、1973年）
- 『江戸を斬る 梓右近隠密帳』 第16話「悲願の直訴状」（TBS、1974年）
- 『座頭市物語』 第11話「木曽路のつむじ風」（フジテレビ・勝プロダクション、1974年） - 木下玄庵
- 『鬼平犯科帳』 第5話「魔剣」（NETテレビ・東宝、1975年） - 金子半四郎
- 『北都物語』（よみうりテレビ、1975年）
- 『太陽にほえろ!』 第160話「証言」（日本テレビ・東宝、1975年） - 北岡
- 『浮雲』（TBS、1976年）
- 『冬の運動会』（TBS、1977年）- 北沢遼介
- 『あかね雲』（CBC、1977年）
- 『桃太郎侍』 第84話「無言で許す親心」（日本テレビ、1978年）
- 横溝正史シリーズII『仮面舞踏会』（毎日放送・東宝、1978年） - 飛鳥忠熙
- 『そっとさよなら』（読売テレビ、1979年）
- 『必殺仕事人』（ABC・松竹、1979年 - 1980年）- 六蔵
- 『鮎のうた』（NHK総合 連続テレビ小説、1979年 - 1980年）
- 『額田女王』（ABC・松竹、1980年） - 蘇我石川麻呂
- 木曜ゴールデンドラマ『華麗なる訪問者』（よみうりテレビ、1980年）
- 土曜ワイド劇場『危険な愛情』（テレビ朝日、1980年）

### トーク番組
- 徹子の部屋（テレビ朝日）
- ミエと良子のおしゃべり泥棒（テレビ東京）